# Nguyễn Nam Khánh
Nguyễn Nam Khánh (20 tháng 2 năm 1927 - 20 tháng 10 năm 2013) là một cựu tướng lĩnh Quân đội nhân dân Việt Nam. Ông từng giữ chức Phó Chủ nhiệm Tổng cục Chính trị Quân đội nhân dân Việt Nam, hàm Thượng tướng.

## Thân thế và binh nghiệp
Ông sinh ngày 20 tháng 2 năm 1927 tại thôn Phú Hiệp, xã Bình Phú, nay là xã Tây Phú, huyện Tây Sơn, tỉnh Bình Định, Việt Nam. Ông từng tham gia Đội du kích Cứu quốc quân Ba Tơ. Một tháng sau đó ông nhập ngũ vào Quân đội nhân dân Việt Nam và trở thành đảng viên Đảng Cộng sản Đông Dương từ tháng 5 năm 1946.
Năm 1945, Nguyễn Nam Khánh tham gia Đoàn Thanh niên Cứu quốc. Từ tháng 8 năm 1945 đến tháng 12 năm 1947, ông là chiến sĩ, cán bộ trung đội, Đại đội trưởng Chi đội Phú Yên, Ủy viên chi đội. Từ tháng 1 năm 1948 đến tháng 10 năm 1951, ông là Trưởng ban Chính trị Phân khu 15 Tây Nguyên, cán bộ Phòng Nghiên cứu Liên khu 5, Đảng ủy viên Phân khu. Từ năm 1952, ông là Bí thư Đảng ủy Đảng Cộng sản Việt Nam của Tiểu đoàn 19, Trung đoàn 108, Liên khu 5.
Từ năm 1955 đến năm 1956, Nguyễn Nam Khánh là Phó Chủ nhiệm Chính trị Sư đoàn 305. Từ tháng 3 năm 1956 đến năm 1958, ông được cử sang Trung Quốc học tại Học viện Chính trị Trung Quốc. Từ tháng 10 năm 1958 đến tháng 3 năm 1961, ông là cán bộ nghiên cứu, Phó Trưởng phòng Huấn luyện, Trưởng phòng Giáo dục, Cục Tuyên huấn, Tổng cục Chính trị. Ông từ từ nắm các chức vụ Chính ủy Lữ đoàn 305, chính ủy Sư đoàn 304 Tây Nguyên, Bí thư Đảng ủy Sư đoàn 3, Quân khu 5, Phó Bí thư Quân khu ủy Khu 5, Ủy viên Khu ủy Khu 5. Từ tháng 10 năm 1970 đến tháng 5 năm 1975, ông là Phó Chủ nhiệm, Chủ nhiệm Chính trị Quân khu 5, Phó Chính ủy Quân khu 5, Bí thư Đảng ủy Quân khu 5.
Từ tháng 6 năm 1978, ông là Viện trưởng, Bí thư Đảng ủy Học viện Chính trị Quân sự. Từ tháng 4 năm 1979 đến năm 1996, ông là Phó Chủ nhiệm Tổng cục Chính trị Quân đội nhân dân Việt Nam, Ủy viên Quân ủy Trung ương, Ủy viên Ban Chấp hành Trung ương Đảng Cộng sản Việt Nam khoá V, khoá VI, khoá VII.
Ông nghỉ hưu vào năm 1997.
Ông qua đời hồi 4 giờ 57 phút, ngày 20 tháng 10 năm 2013 tại Bệnh viện Trung ương Quân đội 108, Hà Nội. Lễ tang của ông được tổ chức theo nghi thức Lễ tang cấp Nhà nước.

## Lịch sử thụ phong quân hàm
| Quân hàm | Tập tin:Vietnam People's Army Major General.jpg | Tập tin:Vietnam People's Army Lieutenant General.jpg | Tập tin:Vietnam People's Army Colonel General.jpg |  |  |  |  |  |  |  |
| Cấp bậc  | Thiếu tướng                                     | Trung tướng                                          | Thượng tướng                                      |  |  |  |  |  |  |  |
|          |                                                 |                                                      |                                                   |  |  |  |  |  |  |  |

## Tặng thưởng
Ông được nhà nước Việt Nam và Đảng Cộng sản Việt Nam tặng thưởng những danh hiệu sau: 
- Huân chương Độc lập hạng nhất
- Huân chương Quân công hạng nhất
- Huân chương Chiến công hạng nhất
- Huân chương Kháng chiến hạng nhất
- Huân chương Kháng chiến chống Mỹ hạng nhất
- Huân chương chiến sĩ vẻ vang hạng nhất, nhì, ba
- Huân chương Chiến sĩ Giải phóng hạng nhất, nhì, ba
- Huy chương Quân kỳ Quyết thắng
- Huy hiệu 65 năm tuổi Đảng Cộng sản Việt Nam.[2][4]